# 719 Albert
719 Albert је Амор астероид чија средња удаљеност од Сунца износи 2,627 астрономских јединица (АЈ).
Апсолутна магнитуда астероида је 15,8 а геометријски албедо 0,039.